# Fronte Unito Civico
Il Fronte Unito Civico (in swahili Chama Cha Wananchi, CCW) è un partito politico liberale e della Tanzania. Presidente del CCW è Ibrahim Lipumba.

## Storia
Il CCW venne fondato nel 1992 dalla fusione tra il KAMAHURU, gruppo di democratizzazione di Zanzibar, ed il Movimento Civico, presente in tutto il resto del Paese.
Molti leader del CCW provenivano dal Chama Cha Mapinduzi, partito di governo di orientamento socialista, del quale non condividevano alcune politiche economiche e civili.
Alle presidenziali del 1995 Ibrahim Lipumba del CCW ottenne il 6,43% dei consensi, arrivando terzo. Nelle elezioni dell'Assemblea nazionale, invece, il partito ottenne 24 seggi su 232, divenendo il primo partito di opposizione. Alle elezioni di Zanzibar del 1995, Seif Sharif Hamad perse di poco (49.76% dei voti) il ballottaggio per la presidenza di Zanzibar. Il CCW ottenne 24 dei 50 seggi della Camera dei Rappresentanti di Zanzibar. Il CCW contestò la regolarità dello scrutinio e boicottò i lavori della Camera. 
Nel 1997, 18 esponenti del CCW furono arrestati e poi rilasciati.
Alle presidenziali del 2000 Lipumba arrivò secondo con il 16.26% dei voti. I seggi all'Assemblea nazionale, però scesero a 17, anche se il CCW rimase il principale partito di opposizione. Seif Sharif Hamad ottenne il 32.96% alle presidenziali di Zanzibar del 2000 ed il partito ottenne 16 seggi alla Camera dei Rappresentanti di Zanzibar. A seguito di varie denunce la Commissione elettorale annullò il voto in 16 circoscrizioni, ma il CCW si rifiutò di partecipare alle nuove elezioni del novembre dello stesso anno.
Ibrahim Lipumba, alle presidenziali del 2005, ottenne l'11,7% dei voti. Il CCW ottenne 19 seggi all'Assemblea nazionale. Seif Sharif Hamad perse nuovamente le presidenziali di Zanzibar, questa volta con il 46% dei voti. Il partito ottenne 19 seggi nella Camera dei Rappresentanti di Zanzibar.

## Risultati elettorali
| Anno | Voti      | Seggi    |
| ---- | --------- | -------- |
| 1995 | 323 432   | 24 / 232 |
| 2000 | 890 044   | 17 / 231 |
| 2005 | 1 551 243 | 19 / 232 |
| 2010 | 818 122   | 24 / 239 |
| 2015 | 1 252 765 | 42 / 367 |